# Vilho Pekkala
Vilho Pekkala (Kotka, Finlandia, 3 de abril de 1898-ídem, 20 de octubre de 1974) fue un deportista finlandés especialista en lucha libre olímpica donde llegó a ser medallista de bronce olímpico en París 1924.

## Carrera deportiva
En los Juegos Olímpicos de 1924 celebrados en París ganó la medalla de bronce en lucha libre olímpica estilo peso medio, siendo superado por el suizo Fritz Hagmann (oro) y por el belga Pierre Ollivier (plata).